# تری‌متیل‌آمین
تری‌متیل‌آمین (به انگلیسی: Trimethylamine) با فرمول شیمیایی C
۳NH
۹ یک ترکیب شیمیایی با شناسه پاب‌کم ۱۱۴۶ است. ساده‌ترین عضو گروه آمین‌های نوع سوم است. شکل ظاهری این ترکیب، گاز بی‌رنگ است.تری متیل آمین عامل بوی بد ماهی فاسد شده نیز می‌باشد .